# Storkyrkobrinken 7

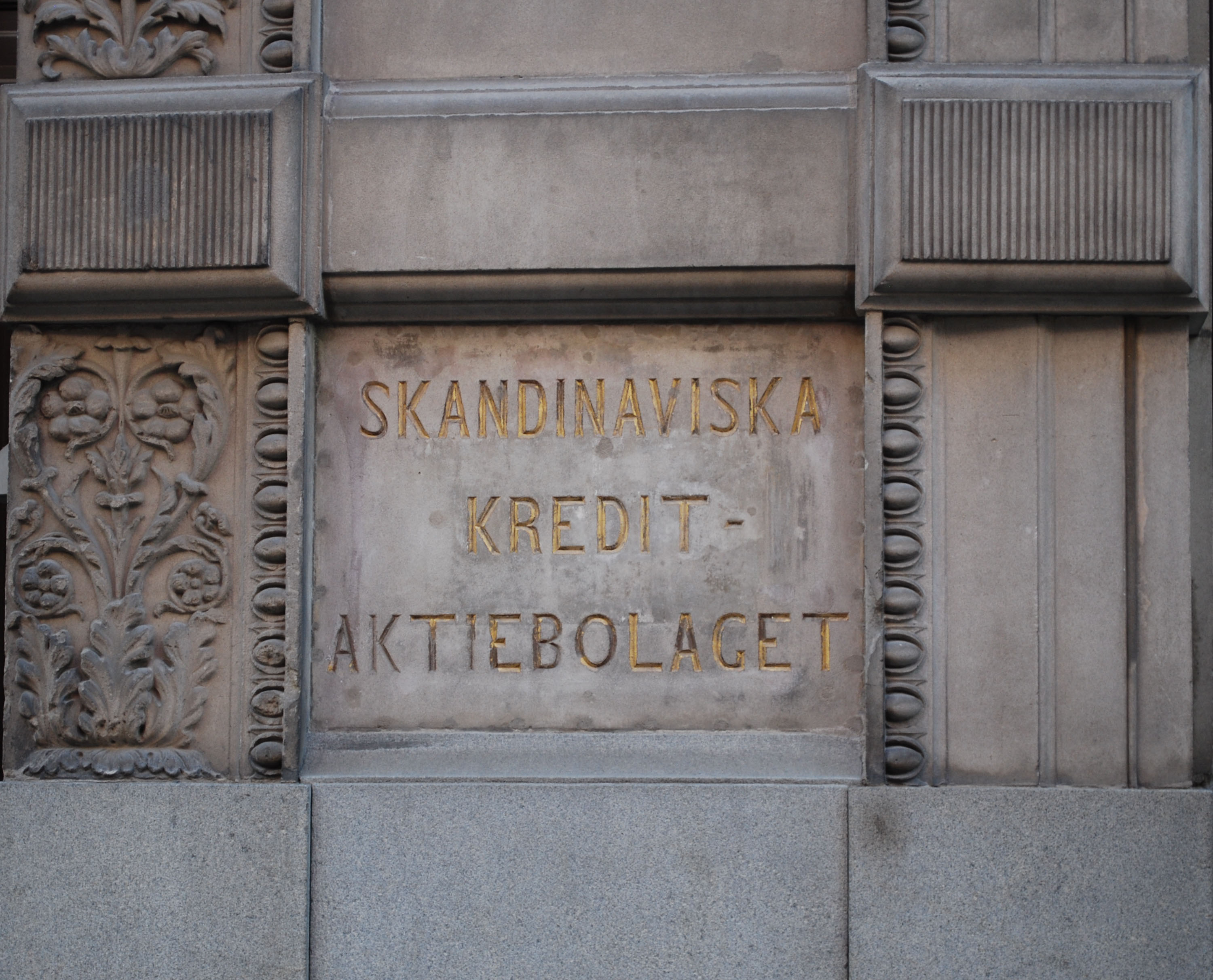
Bankens namn vid entrén

Storkyrkobrinken 7 är adressen för den byggnad i Gamla stan i Stockholm som uppfördes 1873-1876 av Skandinaviska Kreditaktiebolaget. Byggnaden är belägen inom fastigheten Mercurius 12.
Byggnaden i tre våningar ritades av arkitekt Ernst Jacobsson som bankens stockholmshuvudkontor. Fasaden i nyrenässans utmärks av de stora fönsterarkaderna i piano nobile. Materialvalet skiftar, med huvudpartier av förtillverkade betongdelar, formpressat tegel, terrakottadetaljer samt polerad granit i kolonnerna. Byggmästare var Andreas Gustaf Sällström.
Den stora bankhallen var placerad på andra våningen och belystes genom de stora rundvälvda fönstren från två sidor. Järnbalksbjälklaget bars invändigt upp av fyra par slanka gjutjärnskolonner. Övervåningen inreddes till kontorslokaler medan bottenvåningen hyrdes ut till butiker, däribland K.M. Lundberg mellan 1886 och 1901. I den äldre sammanbyggda hörnbyggnaden mot Västerlånggatan inreddes rum för direktionen och kamrer.
1914 stod bankens nya palats vid Gustav Adolfs torg färdigt, varmed huvudkontoret flyttade.
Byggnaden kom sedan i statlig ägo. 1922 byggdes den om för Försvarsdepartementet av arkitekt Victor Fagerström och 1968-1970 för Industridepartementet.
Idag huserar Riksdagsbiblioteket i lokalerna.

## Bilder
|  |  |